# Кумушкан
Кумушкан (узб. Kumushkon — «Серебряный рудник») — поселок в Паркентском районе Ташкентской области. Данный поселок расположен в предгорьях северо-западного Тянь-Шаня и непосредственной близости от Угам-Чаткальского национального парка.

## История
Местность Кумушкан, название которой переводится как «серебряный рудник», славится с древних времен наличием серебряных рудников, расположенных в скальных отрогах Западного Тянь-Шаня. В 1940-х годах в районе реки Паркентсай было найдено месторождение с достаточным количеством серебра для длительной добычи. Начиная с 1950 года, на 40 гектарах земли вблизи рудника был создан дом отдыха «Кумышкан», который оставался востребованным и после закрытия самого рудника.
Хотя с течением времени добыча в руднике Кумушкан оказывалась менее прибыльной по сравнению с новыми, приоритетными месторождениями ценных металлов в других областях Узбекистана, дом отдыха, преобразовавшийся в пансионат союзного значения, приобрел особую известность в последние годы жизни СССР.
В девяностые годы, когда объект был передан в управление Узбектуризма как база для спортивных тренировочных сборов, многие узбекистанцы продолжили совершать выезды сюда на выходные. Они останавливались в местных жилых домах, где жители предлагали топчаны для отдыха за минимальную плату. Именно так зародилась идея туристического поселения как форма предпринимательской деятельности среди местного населения.
Условия проживания были весьма скромные, во многих частях поселка не хватало электро- и газоснабжения, канализации. При президенте Исламе Каримове этот район получил вторую волну популярности благодаря реконструкции местного мусульманского святого места — мечети Хазрата Али, расположенного рядом со священным родником и окруженного вековыми чинарами.
В апреле 2024 года поселок Кумушкан получил статус «туристической деревни».

## Достопримечательности
В высокогорье над поселением тянется комплекс, почитаемый как святое место, именуемый Хазрати Али Бува (Святой Дед Али). Предполагается, что данный святой предок являлся зятем Хазрати Имама. Хазрати Имам, в миру известный как аль-Каффаль аш-Шаши, проживал в X веке и славился как ученый, исламский богослов, эксперт Корана и хадисов, а также был признанным поэтом и лингвистом. В честь выдающегося ученого в 2007 году в Ташкенте был построен историко-архитектурный комплекс, который носит имя Хазрати Имам.
На протяжении 1400 лет это место со священными источниками и вековыми чинарами является местом поклонения. Люди со всех уголков Узбекистана и из близлежащих стран каждый день прибывают сюда сотнями, а в выходные численность посетителей достигает тысяч, чтобы выполнить зиёрат — паломничество в священные места, по традиции уважаемое в регионе.
Недалеко от поселка также находится всемирно известный Гелиокомплекс «Солнце», входящий в состав комплекса НПО «Физика-Солнце» АН Узбекистана.

## Галерея

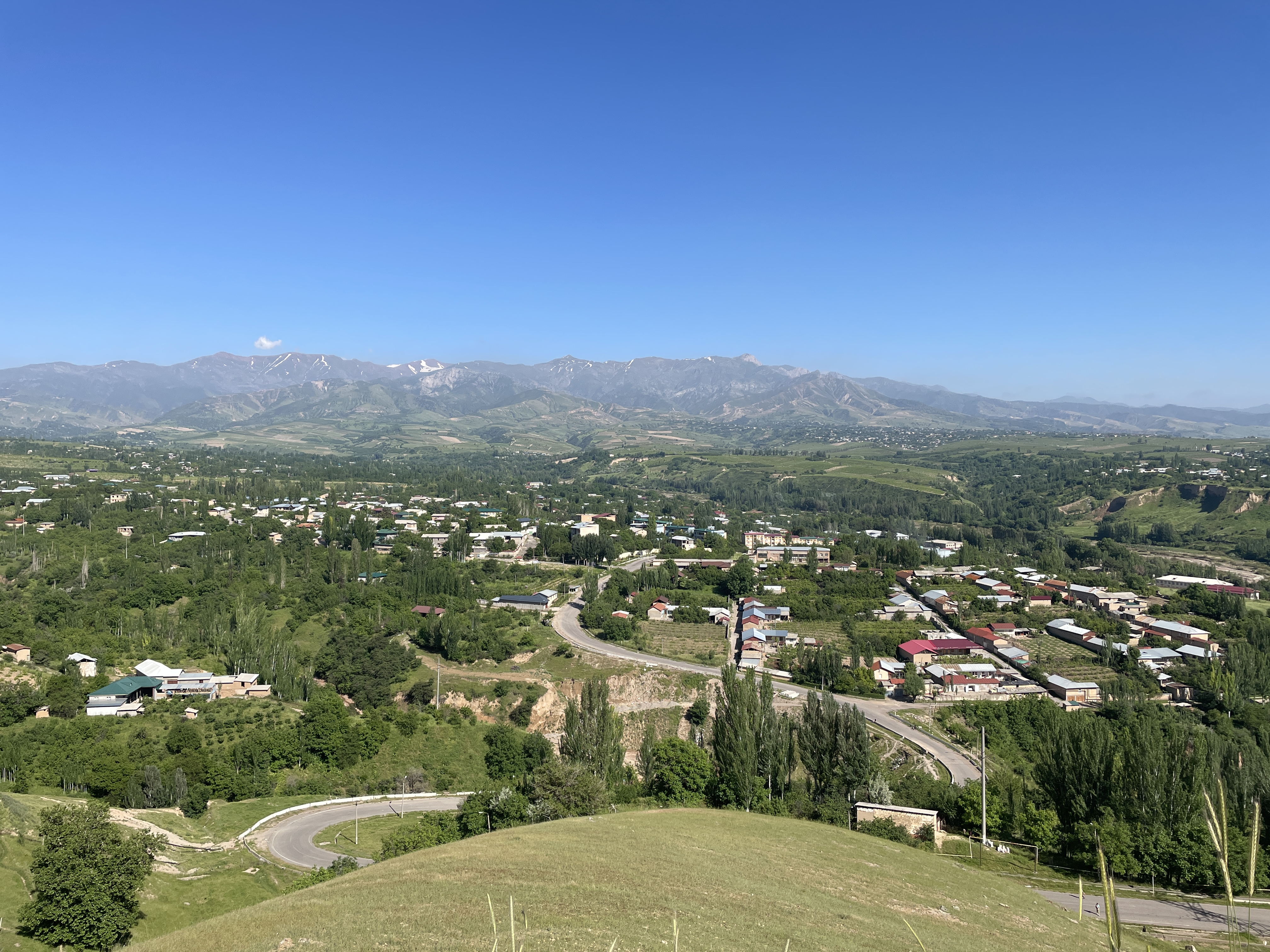
Поселок Кумушкан